# International School of New Media

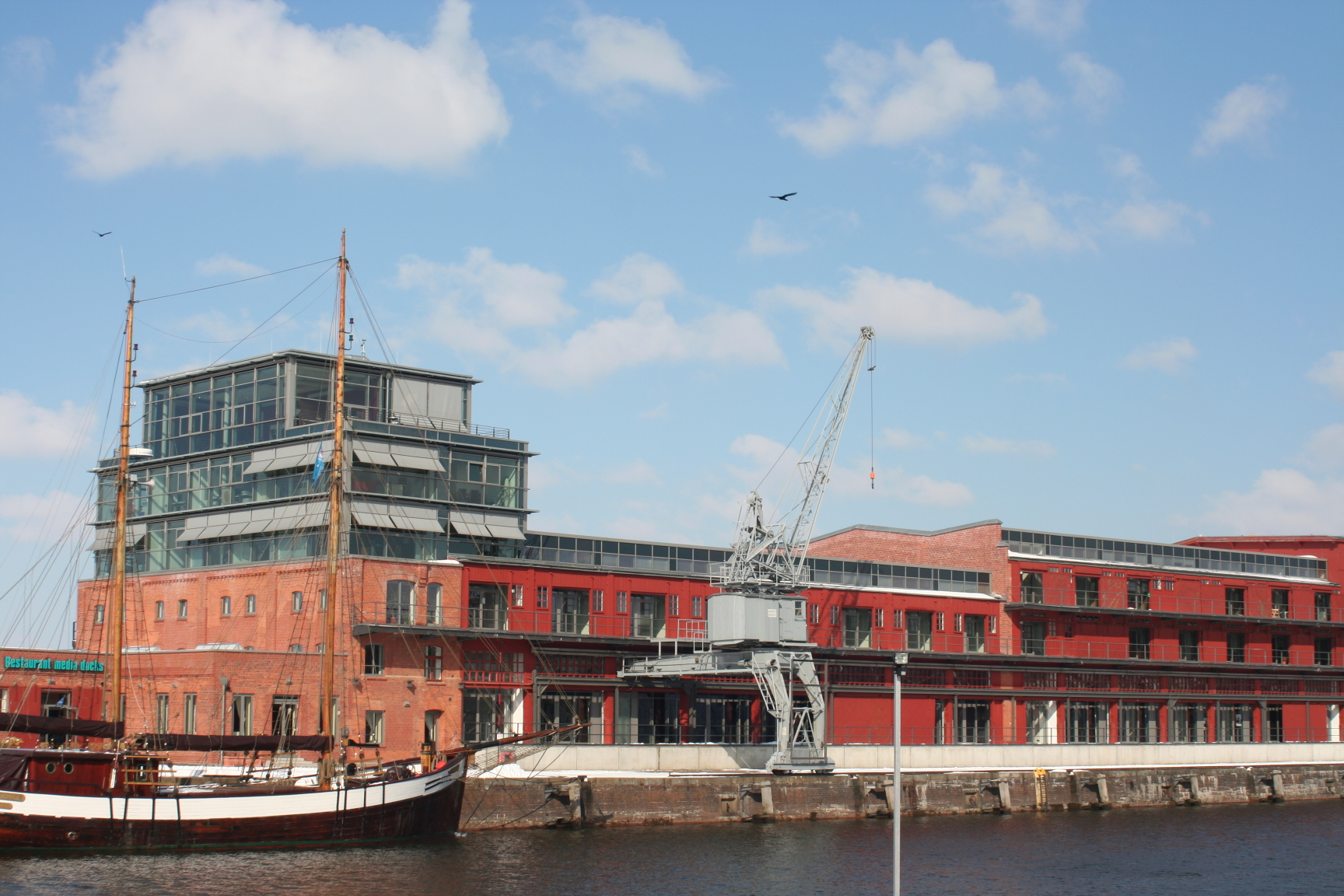
ISNM in den Media Docks

Die International School of New Media (ISNM) in Lübeck war eine private Fortbildungsinstitution. Sie war in einem renovierten Speichergebäude auf der Wallhalbinsel am Museumshafen direkt am Traveufer der historischen Altstadt Lübecks beheimatet. Zu den Förderern gehörten die Kaufmannschaft zu Lübeck, die Parcham’sche Stiftung sowie die Possehl-Stiftung.

## Geschichte
Die ISNM entstand im Jahre 2001 und bot unter anderem einen englischsprachigen Aufbaustudiengang an, der zum international anerkannten Abschluss eines Master of Science (M.Sc.) in Digital Media führte. 
Ziel war es Absolventen unterschiedlicher Fachrichtungen in Voll- und Teilzeitstudiengängen zu Führungskräften für die digitale Medienbranche zu qualifizieren. Die ISNM war als An-Institut der Universität zu Lübeck (UzL) konzipiert, was ein besonderes Anliegen des Gründungsmitglieds Michael Herczeg, des Direktors des Instituts für Multimediale und Interaktive Systeme an der UzL war. Hubertus von Amelunxen fungierte als Gründungsbeauftragter. Im Jahre 2008 befand sie sich nach eigenen Angaben in der Restrukturierung. 2011 stellte sie ihren Betrieb jedoch endgültig wieder ein und wurde Ende 2012 ganz aufgelöst.

## Einzelbelege
1. ↑  Homepage am 14. August 2008.
2. ↑  „Ende 2011 wurde die Auflösung beschlossen. Die ISNM gGmbH i.L. befindet sich zur Zeit in der Liquidierung.“ auf isnm.de, abgerufen am 12. Mai 2012.
3. ↑  ISNM: Stadt verliert eine halbe Million Euro. (Memento vom 16. Mai 2012 im Internet Archive) Lübecker Nachrichten online vom 3. März 2012
4. ↑  ISNM International School of New Media an der Universität zu Lübeck. auf univis.uni-luebeck.de